# Championnat d'Europe de rugby à XV des moins de 20 ans
Ne doit pas être confondu avec Championnat d'Europe de rugby à XV des moins de 18 ans.
Le championnat d'Europe de rugby à XV des moins de 20 ans est un championnat annuel de rugby à XV. Le championnat est organisé par l'instance dirigeante européenne du rugby à XV, Rugby Europe. 
De 2007 à 2015 le tournoi était connu comme le championnat d'Europe de rugby à XV des moins de 19 ans.
Le tournoi sert de qualification européenne pour le Trophée mondial des moins de 20 ans de l'année suivante organisé par World Rugby.   
La compétition n'inclut pas les équipes déjà qualifiées pour le Trophée ou le Championnat mondial, ce qui inclut à priori les équipes participant au Six Nations junior.   

## Histoire
Initialement créée comme compétition pour les moins de 19 ans en 2007, elle permet dès son origine au vainqueur de se qualifier pour le Trophée mondial des moins de 20 ans dont la première édition a lieu l'année suivante.
La dernière édition du championnat des moins de 19 ans a lieu en 2015. Il n'y a pas d'édition en 2016 car le dernier tournoi avait eu lieu fin 2015, qualifiant déjà une équipe pour le trophée mondial 2016, l'Espagne.
La première édition avec les moins de 20 ans a lieu au début du printemps 2017. C'est le Portugal qui sort vainqueur de cette première édition, se qualifiant pour le trophée mondial 2017.
C'est d'ailleurs également le Portugal qui gagne les trois premières éditions du tournoi jusqu'en 2019.
Le 12 mars 2020, à cause de la pandémie de Covid-19, Rugby Europe annonce une suspension de tous ses matchs et tournois, du vendredi 13 mars 2020 au 15 avril 2020. Le 26 mars, Rugby Europe décide de prolonger la suspension de tous ses matches et tournois pour une durée indéterminée. Le 8 avril, le conseil d'administration de Rugby Europe décide d'annuler le championnat d'Europe des moins de 20 ans de rugby à XV 2020.
En parallèle de cette compétition est aussi occasionnellement organisée une coupe ou un trophée européen faisant office de niveau inférieur du rugby européen des moins de 20 ans,.

## Identité visuelle

Évolution du logo
Logo générique de 2014 à 2019.
Logo en 2021.
Logo en 2022.
Logo en 2023.

## Résultats

### Championnat des moins de 19 ans
| Année | Médaille d'or | Médaille d'argent | Médaille de bronze | 4e       |
| ----- | ------------- | ----------------- | ------------------ | -------- |
| 2007  | Roumanie      | Pologne           | Russie             | Portugal |
| 2008  | Roumanie      | Géorgie           | Russie             | Portugal |
| 2009  | Italie        | Géorgie           | Espagne            | Russie   |
| 2010  | Géorgie       | Russie            | Roumanie           | Belgique |
| 2011  | Géorgie       | Russie            | Roumanie           | Pays-Bas |
| 2012  | Portugal      | Géorgie           | Belgique           | Espagne  |
| 2013  | Géorgie       | Belgique          | Espagne            | Portugal |
| 2014  | Géorgie       | Portugal          | Espagne            | Russie   |
| 2015  | Espagne       | Roumanie          | Portugal           | Russie   |

### Championnat des moins de 20 ans
| Année | Médaille d'or   | Médaille d'argent | Médaille de bronze | 4e                 |
| ----- | --------------- | ----------------- | ------------------ | ------------------ |
| 2017  | Portugal -20    | Espagne -20       | Russie -20         | Roumanie -20       |
| 2018  | Portugal -20    | Espagne -20       | Russie -20         | Pays-Bas -20       |
| 2019  | Portugal -20    | Espagne -20       | Pays-Bas -20       | Nouvelle-Aquitaine |
| 2020  | Édition annulée | Édition annulée   | Édition annulée    | Édition annulée    |
| 2021  | Espagne -20     | Portugal -20      | Russie -20         | Pays-Bas -20       |
| 2022  | Espagne -20     | Pays-Bas -20      | Portugal -20       | Belgique -20       |
| 2023  | Pays-Bas -20    | Belgique -20      | Portugal -20       | AURA -20           |
| 2024  | Portugal -20    | Pays-Bas -20      | Belgique -20       | Roumanie -20       |